# Штепениц
Штепениц (нем. Stepenitz) — река в Германии, протекает по земле Бранденбург. Приток Эльбы.
Площадь бассейна реки составляет 1299 км² (с притоком Картане) или 862,2 км² (без Картане). Длина реки — 85,1 км. Исток расположен в районе Вольфсхагена.
В 2004 году Штепениц получил статус природоохранного объекта.
По реке проходит туристический маршрут «Gänsetour», названный в честь древнего дворянского рода Ганц цу Путлиц.